# Neasuroides asakurai
Neasuroides asakurai là một loài bướm đêm thuộc phân họ Arctiinae, họ Erebidae.